# Фишер, Рут
Рут Фи́шер (нем. Ruth Fischer, настоящее имя Эльфри́да Э́йслер, нем. Elfriede Eisler; 11 декабря 1895, Лейпциг — 13 марта 1961, Париж) — немецкий политик, один из лидеров Коммунистической партии Германии, а затем — Ленинбунда. Несколько раз резко меняла свои взгляды: из ярой сторонницы ультралевого коммунизма превратилась в столь же нетерпимую ренегатку, а во время своего пребывания в изгнании в США – в яростную антикоммунистку. Под псевдонимом Алиса Миллер с 1948 по 1954 год предоставляла информацию американской секретной службе «Пруд». К концу своей жизни снова обратилась к коммунизму.

## Биография

### Семья
Родилась 11 декабря 1895 года в Лейпциге. Спустя год её родители, австрийский философ Рудольф Эйслер и дочь мясника Ида Мария, урождённая Фишер, поженились. Старшая сестра немецкого композитора Ханса Эйслера и левого журналиста Герхарта Эйслера. 
В 1901 году из-за академической карьеры отца семья Эйслеров переехала в Вену. Рут Фишер росла в среде образованного среднего класса, где музыка и литература были частью повседневной жизни. Гимназисткой она уже проявляла политическую активность, став членом еврейской организации Freideutsche Jugendbewegung, которая представляла национал-коммунистические идеи. С 1914 года изучала философию, экономику, педагогику, психологию и политологию в Венском университете, а после начала Первой мировой войны стала одной из учредительниц леворадикальной студенческой группы.
В 1915 году вышла замуж за журналиста Пауля Фридлендера. В 1917 году у них родился сын Фридрих Герхарт, ставший впоследствии математиком. Уже тогда активно участвовала в политической жизни.

### В компартии Австрии
3 ноября 1918 года в Вене приняла ведущее участие в создании Коммунистической партии немецкой Австрии (КПНА), предшественницы Коммунистической партии Австрии, получив членский билет № 1. Из-за участия в вооруженном захвате редакции газеты Neue Freie Presse была арестована и провела три недели в тюрьме. 9 февраля 1919 года выступила с основным докладом перед 42 делегатами на 1-м съезде КПНА, насчитывавшей уже 3000 членов. В этот период была издателем органа КПНА Der Weckruf/Die Rote Fahne, а также редактором журнала Die revolutionäre Proletarierin.

### В компартии Германии
В августе 1919 года семья Фридлендеров по приглашению Вилли Мюнценберга приехала в Берлин. Тогда же взяла себе псевдоним Рут Фишер. С 1920 года сотрудничала в теоретическом органе Компартии Германии (КПГ) Die Internationale. В 1921 году развелась в Паулем Фридлендером. С 1921 года вместе с Аркадием Масловым возглавляла берлинскую организацию КПГ. В последующие годы они стали ключевыми фигурами левого крыла компартии. Это крыло резко критиковало партийное руководство Августа Тальйгемера, Генриха Брандлера и Эрнста Мейера, особенно после неудавшегося восстания в Гамбурге в 1923 году.
Для получения гражданства Фишер вступила в формальный брак с немецким коммунистом и сотрудником Коминтерна Густавом Гольке, с которым развелась в 1929 году. Вплоть до 1941 года состояла в гражданском браке с Масловым.
В марте 1923 года Фишер показала себя как наиболее радикальная представительница левого крыла партии. На окружном съезде организации КПГ Северного Рейна в Эссене она внесла резолюцию, согласно которой рабочий класс должен использовать немецко-французский конфликт в Рурской области и создать собственную рабочую республику. Эта республика должна была послать свои вооруженные силы в Среднюю Германию и захватить там власть. Резолюция была отвергнута 68 голосами против 55.
В 1924 году была выбрана в высшее руководство партии. Как председатель Политбюро Центрального комитета КПГ стояла во главе партии и определяла её ультралевый курс. Главным противником тогда считалась Социал-демократическая партия Германии. В этот период Рут Фишер стала кандидатом в Исполком Коминтерна (ИККИ). С середины 1924 года — депутат рейхстага (3 место в списке) и депутат прусского ландтага (1 место в списке) от КПГ.
В августе 1924 года группа Маслова — Фишер подверглась критике со стороны московского партийного руководства во главе со Сталиным и Коминтерна во главе с Бухариным за «ультралевый уклон». В сентябре 1925 года Рут Фишер встретилась в Москве со Сталиным, и в течение следующих десяти месяцев ей не разрешали вернуться в Германию. В это время она проживала в московской гостинице «Люкс». Тогда же Аркадий Маслов содержался под стражей в Берлине за государственную измену. 1 сентября Эрнст Тельман взял на себя руководство КПГ. В июне 1926 года Рут Фишер вернулась в Германию, в том же году Маслов был освобожден из тюрьмы. В августе 1926 года они были исключены из партии, после того как поддержали Объединенную оппозицию в ВКП(б). Как члены группы левых коммунистов рейхстага они пытались вместе с Григорием Зиновьевым сплотить левую оппозицию против курса Коминтерна под руководством Сталина и Бухарина. В 1928 году были некоторое время членами левого ответвления КПГ, Ленинбунда, но снова покинули его, потому что считали неправильным выдвижение своего кандидата, выступающего против КПГ, и после того как Зиновьев и Каменев «раскаялись» перед Сталиным, надеялись, что их снова примут в КПГ. Когда им было отказано в восстановлении в партии в 1929 году, Фишер отошла от политики и до 1933 года работала педагогом и социальным работником в берлинском районе Веддинг.

### В эмиграции
В 1933 году с Масловым бежала через Прагу в Париж. Там они создали вместе с несколькими товарищами Международную группу (нем. Gruppe Internationale), которая сотрудничала с Троцким. В 1941 году бежали на Кубу, где пытались получить американскую визу. Её смогла получить только Фишер, а Маслов был вынужден остаться в Гаване, где в ноябре 1941 года был найден на улице без сознания и вскоре умер. После предполагаемого убийства Маслова Рут Фишер вела в США кампанию мести против своих братьев Ханса и Герхарта Эйслеров и даже спустя десятилетия возлагала на них ответственность за смерть своего партнера. В письме от апреля 1944 года она осудила своего брата Герхарта как «продажного ликвидатора китайских, немецких и испанских товарищей-антисталинистов». Перед Комиссией по расследованию антиамериканской деятельности она делала компрометирующие заявления — часто вопреки здравому смыслу — не только в отношении бывших друзей по партии, но и была крайне враждебно настроена к своим собственным братьям. Член комитета Ричард Никсон спросил Рут Фишер, до какой степени она все ещё «симпатизирует марксистской философии и целям, которые преследует коммунизм», просто «не одобряя методы Сталина». Судя по всему, в своём ответе она умело выкрутилась из ситуации, не показывая своей истинной сущности. Этот факт также является показательным для её изменчивой личности. У Рут Фишер на протяжении всей жизни были разные псевдонимы. Как Алиса Миллер с 1948 по 1954 год она предоставляла информацию американской секретной службе «Пруд» (The Pond).
В эмиграции Фишер публиковала статьи, в которых выступала против сталинизма. С 1944 года выпускала информационный бюллетень «Сеть» (The Network). В 1945 году по заданию Кембриджского университета занималась исследованиями по истории коммунизма. Результатом этих исследований стал выход в 1948 году книги «Сталин и немецкий коммунизм». В этой работе Фишер анализировала историю КПГ в 1920—1930-е годы. Что касается многочисленных работ Фишер о коммунизме, её биограф Марио Кесслер приходит к выводу, что она «смогла точно описать и проанализировать события, в которых она сама участвовала. [...] Однако ей не хватало исторического образования, чтобы проанализировать исторические события близко к источнику, но на расстоянии». В первой половине 1950-х годов Рут Фишер начала отходить от своего манихейского образа мыслей, которого она придерживалась как коммунист, так и как антикоммунист». В 1956 году она переехала из Нью-Йорка в Париж и завершила книгу «От Ленина до Мао», в которой решительно отказалась от антикоммунизма. По словам Кесслера, эту работу можно рассматривать «как квинтэссенцию политического эволюционного процесса Рут Фишер». Биограф приходит к выводу, что «в её личности нашли своё выражение как взлет, так и падение КПГ», что рефлексивная критика никогда не была её сильной стороной, но в конце жизни она сделала шаг в сторону просвещения, то есть более дифференцированного образа мышления.

## Сочинения
- Sexualethik des Kommunismus; Wien 1920. — Публиковалась под именем Эльфрида Фридляндер (Elfriede Friedländer).
- Deutsche Kinderfibel; Berlin: Rowohlt, 1933. — Совместно с Францем Вейманом (Franz Weimann).
- Stalin and German Communism; Cambridge/MA, 1948 (переиздание — Stalin und der Deutsche Kommunismus. Frankfurt am Main, 1950).
- Von Lenin zu Mao. Kommunismus in der Bandung-Ära; Köln/Düsseldorf 1956.
- Die Umformung der Sowjet-Gesellschaft. Chronik der Reformen; Köln/Düsseldorf 1956.